# Соціальна стратифікація суспільства Китаю у мінську епоху
Соціальна стратифікація суспільства Китаю у мінську епоху являла собою чітку вертикаль із чітким розподілом на «нижчі» та «вищі» категорії населення. Змінюючі одна одну, китайські імперії залишалися станово-класовими, тобто такими, у яких політичне панування належало економічно пануючому класу великих землевласників та прошаркам спадкової титулованої знаті і ранжованого вищого та середнього чиновництва. Вся повнота вищої військової, законодавчої, виконавчої та судової влади зосереджувалася в руках імператора, який вважався «Сином неба», джерелом і уособленням цієї влади. Міністри і сановники центральної адміністрації вважалися виконавцями волі імператора, а губернатори, обласні та повітові начальники — його представниками на місцях, покликаними виконувати його волю. Офіційно визнавалось привілейоване положення перед законом осіб та груп, що стояли на верхніх щаблях станової, рангової і сімейно-родинної ієрархії. Особливими привілеями користувались представники знаті і володарі високих чиновницьких рангів. У праві станово-класового Китаю розробку, кодифікацію і регламентацію отримували в основному кримінальне законодавство і ті деякі галузі права, якими регулювались і регламентувались станові і расові відмінності, сфери компетенції різних органів влади, податки і повинності, а також обов'язки відповідних категорій власників державних земель і осіб, відповідальних за збереження державного майна.

## Категорії населення

#### Цзяньмінь

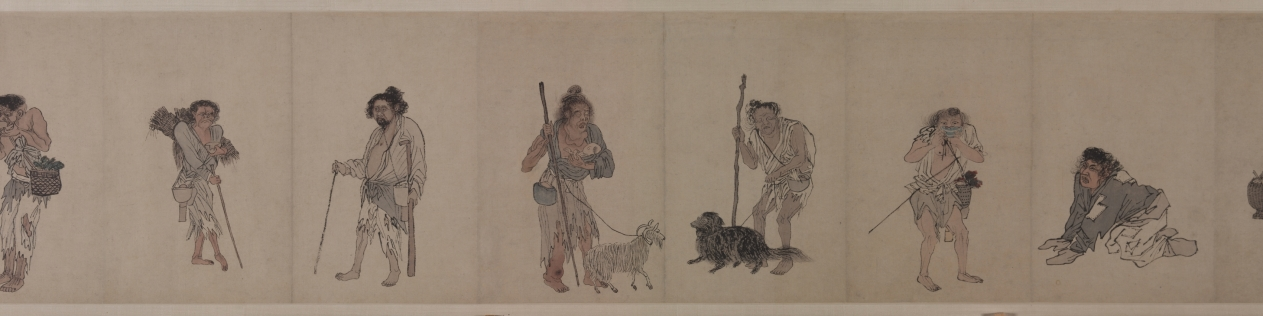
Чжоу Чень, 1516 р. Цзяньмінь

Найнижче стояла категорія не маючих громадянських прав — «цзяньмінь»(賤民), при дослівному перекладі — «підлий народ». До неї належали такі групи населення, як актори, в'язні, повії та «нубей»(奴婢 — раби). У період Мін члени цих соціальних груп реєструвалися окремо, їм заборонялося здавати іспити і укладати шлюби з повноправними людьми. Звичай забороняв чоловікам цієї категорії вчитися грамоті, займатися землеробством і торгівлею, а жінкам — бинтувати ноги.

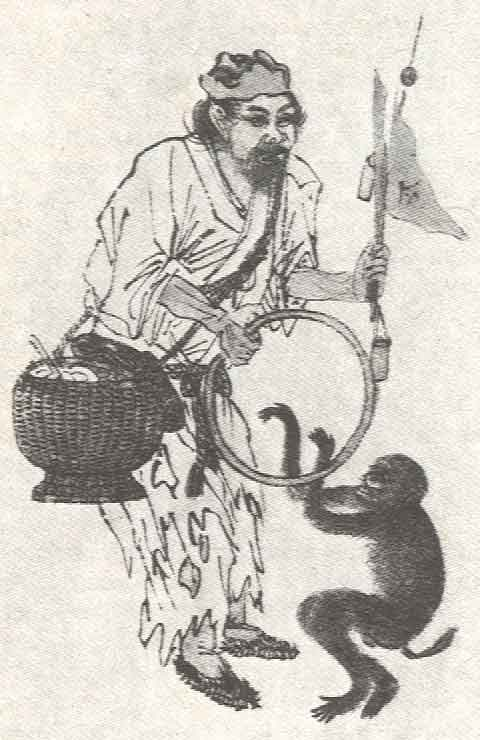
Мандрівний актор, малюнок XV ст.

Найбільш безправною групою у категорії цзяньмінь були раби. За традицією, у Китаї були три джерела рабства: захоплення військовополонених, покарання злочинців і добровільний продаж у рабство. Положення раба традиційно осмислювалося в Китаї у категоріях патріархально-сімейних відносин. З одного боку, влада господаря над рабом була повною: найменший непослух хазяйської волі загрожував смертю. Раби не вписувалися в державні реєстри і не мали права без згоди господаря укладати шлюби. З іншого боку, китайське законодавство, за традицією, визнавало право рабів на життя нарівні з вільними і ставило акцент швидше на взаємні обов'язки раба і господаря в рамках сімейного укладу. Злочин рабовласника проти його раба не повинен був залишатися безкарним, хоча покарання для господаря було значно м'якшим, ніж покарання для раба, який вчинив аналогічний злочин проти свого господаря.

#### Мінь
Трохи вище за соціальним статусом стояла група «мінь»(цивільний). Вона була найчисельнішою, включала в себе підгрупи «нун» (农 — селяни), «гун» (匠 — ремісники) та «шан» (商 — торговці). Представники цієї групи повинні були сплачувати податки. Династія Юань встановила систему спадкових статусів для різних підгруп населення. Перші мінські імператори продовжили практику своїх попередників: у 1369 і 1370 рр. були видані едикти, які наказували кожній родині реєструватися відповідно до її колишнього статусу та забороняли змінювати його. Ці укази, що мали на меті зміцнення політичних і економічних позицій двору, стосувалися головним чином організації армії, казенного ремесла, виробництва солі і видобутку корисних копалин. Ранньомінська система спадкових статусів не витримала випробування часом і до кінця XV ст. фактично припинила існування. Мінський двір навіть скасував заборону на чиновницьку і академічну кар'єру для ремісників і купців, а громадська думка, підкріплене в даному випадку авторитетом конфуціанської традиції, сприяла появі чиновників і вчених з середовища людей «низьких» занять.

##### Нун

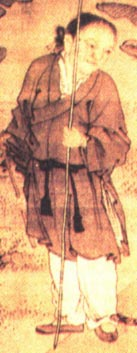
Чжоу Чень, XVI ст. Селянин

Селяни, які складали 80 % населення, у своїй більшості були неписемними і проживали в різних умовах залежно від регіону. Основою економічного та соціального життя на селі була китайська кланова громада, яка базувалась на спільному землеволодінні (володіли більш ніж половиною орних земель) та родинних зв'язках, що об'єднували володарів землі. Також широко розповсюдженою була оренда землі у тієї ж земельної громади. Із землі, яка знаходилась у приватному володінні, податки не стягувались. З орендованої землі сплачувався податок натурального характеру, що визначався володарем і сягав 40 % від врожаю.
Стихійні лиха і податковий гніт змушували частину селян раз за разом позичати гроші у більш заможних сусідів або найматися в батраки. Боргова залежність зазвичай оформлювалася договором і була спадковою. Хоча мінські закони і забороняли подібне, це було лише формальністю.

##### Гун
Умовно ремісників можна поділити на працівників сільського домашнього виробництва, дрібних та державних. У південно-східній частині Китаю було широко поширене домашнє прядіння і ткацтво, яким займалися, головним чином, жінки в селянських сім'ях. Дрібнотоварне домашнє прядіння і ткацтво часто ставали основним джерелом існування бідних селян. Виготовлений селянками шовк здебільшого продавався на внутрішньому і зовнішніх ринках через великих і дрібних торговців. У дрібних ремісничих майстернях працював майстер з членами своєї сім'ї та кілька підмайстрів і учнів. Державні ремісники в індивідуальному порядку відбували один з двох видів повинностей: «чжуцзи» (сидячу), коли ремісник у своїй майстерні 10 днів в місяць працював на казну, або «луньбань» (послідовну), яку ремісник щорічно відпрацьовував у столиці і, незалежно від наявності роботи, обов'язково повинен був прибути вчасно.

##### Шан

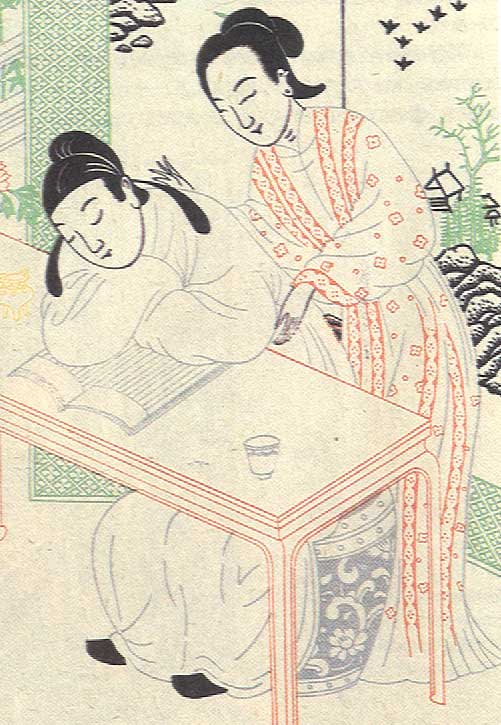
Торгівці, малюнок XV ст.

Серед цих підгруп торговці займали найнижчий соціальний статус, хоча нерідко мали великі статки і жили у кращих умовах, ніж представники інших підгруп. Їх вважали паразитами, які нічого не виробляють. Нерідко виходці з підгрупи торговців здавали іспит на чин і переходили у підгрупу «шеньши», яка стояла набагато вище.

#### Гуань

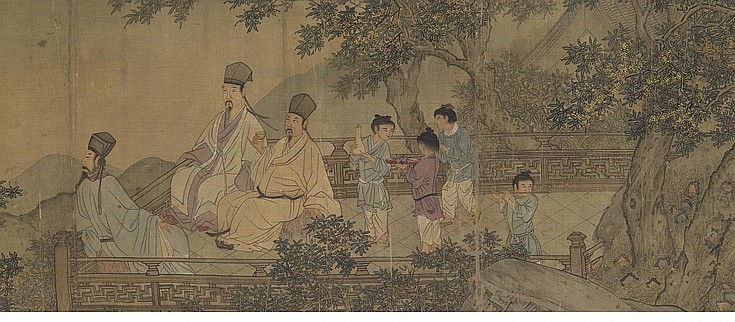
Чжоу Чень, XVI ст. Шеньши

До цієї групи належали «шеньши» (绅士 — вчені люди). Це був не найчисельніший, але найвпливовіший стан в імперії, який становили в більшості чиновники. Щоб потрапити до цієї групи, недостатньо було народитись у багатій родині або отримати освіту, треба було мати атестат після проходження іспиту на чин, щоб отримати офіційну посаду у державній установі. У той же час уряд частково визнавав значення майнового фактора, регулярно пускаючи у продаж деякі учені титули.

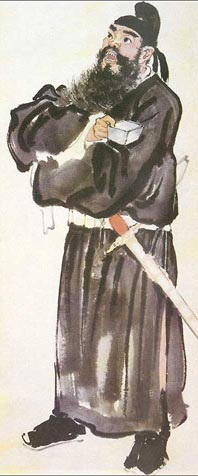
Чиновник, малюнок XV ст.

Найвищий статус серед чиновництва займали цзиньши (进士) — ті, хто успішно витримав столичні і палацові іспити (нерідко в присутності імператора). Звання цзиньши гарантувало швидке призначення на високу чиновницьку посаду. Імена його володарів були оточені пошаною і славою в рідних провінціях, їх реєстрували в місцевих хроніках, кланових генеалогіях та інших творах локального значення. Трохи нижче цзиньши стояли переможці іспитів провінційного рівня — цзюйжень (举人), які теж потрапляли до лав регулярної бюрократії. Нижчий прошарок цієї категорії складали учні Імператорської школи — цзяньшен (兼生) і учні, надіслані (за строго фіксованою квотою) у столицю від провінційних шкіл一 «гуншен» (真生). У мінські час представники цзяньшен та гуншен могли розраховувати на невисоке службове призначення. Нижчий, найбільш численний шар вченої еліти Китаю, становили особи, які витримали іспити на рівні повіту, — шенюань (生員). Володарі звання шенюань, у свою чергу розділялися на кілька категорій, не мали можливості заступати на регулярну чиновницьку посаду, але мали декілька важливих соціальних привілеїв. У мінську епоху їм було подаровано звільнення від трудових повинностей, яке поширювалося ще на двох чоловіків в родині. Вони також мали право просити у влади про тимчасове звільнення їх і від земельного податку.
Зі свого боку уряд прагнув до рівномірного розподілу вченої еліти за регіонами у загальнодержавному масштабі. Оскільки в рамках конкурсних іспитів жителі Півдня, який у мінську епоху значно випереджав Північ як у господарському, так і у культурному відношенні, мали помітні переваги над мешканцями півночі, на початку XV ст. були встановлені регіональні квоти на столичних іспитах: 40 % вакансій відводилося жителям півночі, 60 % — жителям півдня. Також були введені квоти для кожної провінції.